# محمد الحاج سالم
محمّد الحاج سالم، باحث في الإناسة، وعلم الأديان المقارن، وهو إعلامي، ومترجم، تونسي، ولد بقرية المطوية، من ولاية قابس بالجمهورية التونسية، في 7 فيفري 1959.

## مسيرته العلمية
خرّيج المدرسة الصادقيّة بتونس قبل الالتحاق بكليّة العلوم الإنسانيّة والاجتماعيّة بتونس والتحصّل على الأستاذيّة في علم الاجتماع سنة 1994 وعلى شهادة الدراسات العليا في علم الاجتماع الثقافي وشهادة الدراسات العليا في العلوم السياسيّة والقانونيّة في نفس السنة، وتحصّل على شهادة الدراسات المعمّقة في علم الاجتماع الحضري سنة 1998 بملاحظة «مشرّف جدّاً» عن بحث بعنوان: الحراك المجالي والحراك الاجتماعي الثقافي من خلال السكن الجماعي بمدينة تونس، السكن في العمارات الجماعيّة بمدينة تونس نموذجاً، بإشراف الدكتورة تراكي الزنّاد، ليتخصّص بعدها في علم الإناسة الدينيّة والسياسيّة ويُنجز أطروحة دكتوراه في اللغة والآداب والحضارة العربيّة تحت إشراف الدكتور «محمد عجينة» بعنوان «الميسِر الجاهلي: أبعاده ودوره في ممانعة ظهور الدولة»، وقد نوقشت يوم 6 مارس 2009 ونال عنها الشهادة بملاحظة «مشرّف جدّاً» من كلية الآداب والفنون والإنسانيات بمنوبة (الجمهورية التونسية).
طبع جزء من أطروحته للدكتوراه في كتاب بعنوان 'من الميسر الجاهلي إلى الزكاة الإسلامية، قراءة إناسية في نشأة لدولة الإسلامية الأولى' وصدر عن دار المدار الإسلامي سنة 2014 وقدم للكتاب الدكتور محمد عجينة 

## أبحاثه العلمية
له عدّة دراسات وأبحاث علميّة ومقالات صحفيّة منشورة في عدد من الصحف والمواقع. 

كتب وترجم من الفرنسيّة والإنكليزيّة عشرات المقالات في علم الإناسة وعلم الأديان المقارن نُشرت بالخصوص في موقع الأوان الإلكتروني، يمكن الاطّلاع عليها على مدوّنة مكتبة الشعب الكريم.
ترجم وحقّق وعلّق على كتاب مارسيل موس بعنوان 'مقالة في الهبة' وصدر عن دار الكتاب الجديد المتحدة سنة 2013.
كما ساهم رفقة عادل بن عبد الله في ترجمة كتاب 'علماء الإسلام: تاريخ وبنية المؤسسة الدينية في السعودية بين القرنين الثامن عشر والحادي والعشرين' لكاتبه نبيل ملّين وصدرت الترجمة عن الشبكة العربية للأبحاث والنشر سنة 2011.
صدر له كتاب بعنوان 'في الدين والسياسة والمجتمع: حوارات إناسيّة' سنة 2014 وبه حوارات من ترجمته مع باحثين ومنظّرين في علم الإناسة (الأنثروبولوجيا) من كافة انحاء العالم.
اشرف على وحدة البحث حول الظاهرة السلفية الجهادية ضمن المعهد التونسي للدراسات الإستراتيجية، وصدر عن الوحدة كتاب من تحريره يتضمن ابحاث حول الظاهرة موضوع الدراسة بعنوان 'السلفية الجهادية في تونس: الواقع والمآلات'.
اعدّ وقدّم برنامج 'وجادلهم' وهو برنامج مختصّ في تناول قضايا الفكر الإسلامي على أمواج الإذاعة الوطنية التونسية.
صاحب موقع الشعب الكريم على الأنترنت، وهو مخصّص لنشر الجديد في الفكر العربي الإسلامي.
مشرف على مدوّنة مكتبة الشعب الكريم على الأنترنت (مكتبة افتراضيّة).
قدّم عديد المحاضرات في مواضيع الحضارة الإسلامية والمسألة السلفية والظاهرة الدينية عموما  وله مشاركات عديدة في برامج تلفزية.